# Кукмар
 Кукмар  — опустевшая деревня в Яранском районе Кировской области в составе Кугушергского сельского поселения.

## География
Расположена на расстоянии примерно 23 км по прямой на юго-запад от города Яранск.

## История
Основана в 1846 году как деревня Буяновский Островок. В 1873 году здесь (починок Буянов или Отрывок Кукмарский) дворов 16 и жителей 125, в 1905 (Буянов Отрывок или Кукмар) 52 и 270, в 1926 (Кукмор или Буянов Отрывок) 63 и 330, в 1950 (Кукмарский) 30 и 82, в 1989 6 жителей. Современное название утвердилось с 1978 года.

## Население
Постоянное население составляло 7 человек (русские 43%, мари 57%) в 2002 году, 0 в 2010.